# Fort Ticonderoga

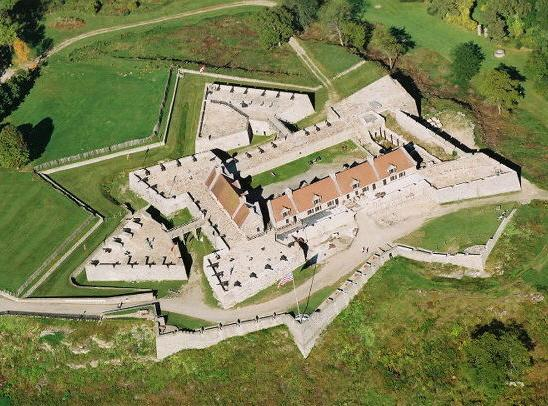
Luftaufnahmes des Forts (2002)

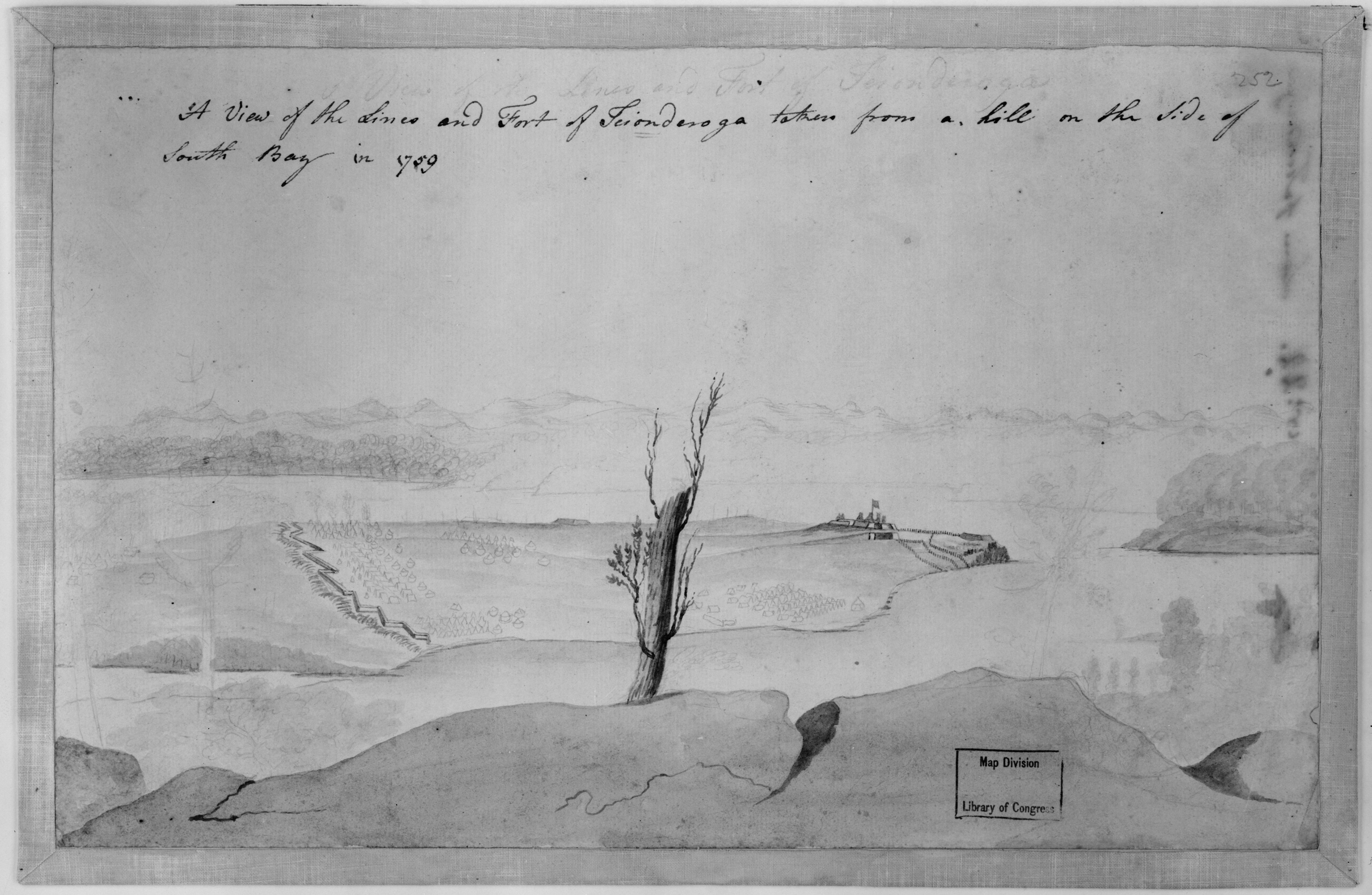
Ansicht der Frontlinien und des Fort Ticonderoga von einem Hügel auf der Seite der südlichen Bucht 1759.

Fort Ticonderoga ist eine Befestigung des 18. Jahrhunderts an einer strategisch wichtigen Engstelle des Lake Champlain im heutigen US-Bundesstaat New York, von der ein Durchgang zum Nordende des Lake George führt. Der Name Ticonderoga kommt von einem Wort aus der Sprache der Irokesen und bedeutet „Platz zwischen zwei Wassern“. Fort Ticonderoga war innerhalb von 20 Jahren Schauplatz von vier Schlachten und Belagerungen. Heute ist die restaurierte Festung ein Museum und eine National Historic Landmark der Vereinigten Staaten.

## Geschichte
Samuel de Champlain war der erste Weiße, der 1609 Ticonderoga besuchte. Er kam dorthin mit einer Gruppe von Algonkin-Indianern und kämpfte dort gegen die Irokesen. 1691 kampierte Major Peter Schyler mit seinen Truppen dort drei Tage in der Absicht, die kanadischen Siedlungen anzugreifen.
Der Gouverneur von Kanada beauftragte 1755 de Lotbiniere, einen kanadischen Ingenieur, ein Fort zu erbauen, das den Namen Carillon erhielt. Es beherrschte an seinem Standort wichtige Handelsrouten zwischen dem englisch kontrollierten Tal des Hudson und dem von Frankreich beherrschten Sankt-Lorenz-Strom.
Das Fort war während des Franzosen- und Indianerkriegs (Siebenjähriger Krieg) und des Amerikanischen Unabhängigkeitskrieges heftig umkämpft und Schauplatz der weiter unten aufgeführten Schlachten. Zudem führten seine von Henry Knox nach Boston transportierten Kanonen dazu, dass sich die Briten 1776 zu Aufgabe der Stadt gezwungen sahen (Belagerung von Boston). Im Juli 1783 kurz vor dem offiziellen Friedensschluss im Unabhängigkeitskrieg besuchte General Washington Ticonderoga. Nach der Unabhängigkeit wurde das Fort dem Staat New York übertragen. 1820 erwarb William Ferris Pell, ein New Yorker Kaufmann, das Fort-Gelände, um es für historische Zwecke zu konservieren. Sein Enkel Stephen Pell begann 1908 mit der Wiederherstellung. Im folgenden Jahr wurden die West Barracks unter Anwesenheit Präsident Tafts der Öffentlichkeit zugänglich gemacht. 1931  wurde die Fort Ticonderoga Association gebildet, um den Betrieb der Anlage und des Museum zu gewährleisten. 1960 wurde Fort Ticonderoga zur National Historic Landmark erklärt. Im Oktober 1966 folgte der Eintrag in das National Register of Historic Places.

## Schlacht von Ticonderoga (1758)

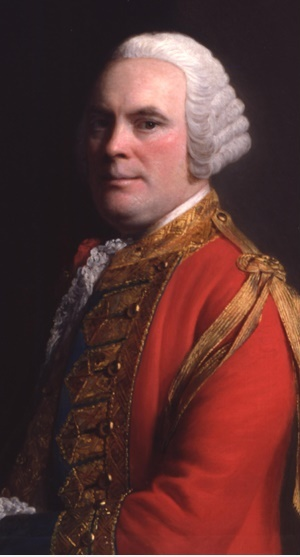
James Abercrombie, Porträt von Allan Ramsay um 1759/60.

Louis-Joseph de Montcalm-Gozon.

Während des Franzosen- und Indianerkriegs (Siebenjähriger Krieg) griff eine von General James Abercrombie geführte britische Armee mit 16.000 Mann das von 4.000 Mann unter dem Kommando von Louis-Joseph de Montcalm verteidigte Fort am 8. Juli 1758 frontal an. Die ohne Artillerievorbereitung ungedeckt in Formation vormarschierenden britischen Soldaten wurden durch Barrikaden aus gefällten Bäumen behindert und von den durch die Befestigungen bestens gedeckten Verteidigern reihenweise niedergeschossen. Zwar gelang es einem kleinen Teil des 42nd (Highland) Regiment of Foot (Black Watch), unter schweren Verlusten in das Fort einzudringen, die Soldaten wurden jedoch getötet. Das schottische Regiment verlor in dieser Schlacht die Hälfte seiner Männer und zwei Drittel seiner Offiziere. Insgesamt betrugen die Verluste der Briten bei diesem Gefecht etwa 2.000 Mann. Interessanterweise waren die Verluste der Franzosen zwar in absoluten Zahlen weit geringer als die der Briten, was den prozentualen Anteil an der Gefechtsstärke betrifft jedoch sogar höher als die der Angreifer. Letztlich ist darin auch der Grund zu sehen, warum Montcalm von einer Verfolgung der geschlagenen Briten absah. Der Verlauf der Schlacht war somit weit weniger einseitig, als es im Nachhinein – vor allem aufgrund der horrenden britischen Verluste – oft interpretiert wurde. Die Schlacht selbst war eine der härtesten und verlustreichsten des Krieges. Es folgte ein ungeordneter, panikartiger Rückzug unter Zurücklassung von Waffen, Gepäck und Verwundeten. Aufgrund dieser Niederlage erhielt Fort Carillion den Beinamen eines „Gibraltar des Westens“. Die Schlacht von Ticonderoga gilt heute als klassisches Beispiel für inkompetente Führung.

## Schlacht von Ticonderoga (1759)
Im nächsten Jahr griffen die Briten unter General Jeffrey Amherst das Fort erneut an. Am 25. Juni 1759 gab die französische Garnison das Fort aufgrund der großen britischen Übermacht auf, sprengte es und zog sich in Richtung Kanada zurück. Die Beschädigungen wurden repariert, danach wurden britische Truppen einquartiert.

## Schlacht von Ticonderoga (1775)
Nach dem Ausbruch des Amerikanischen Unabhängigkeitskrieges gelang es einer kleinen Truppe von Amerikanern unter dem Kommando von Ethan Allen und Benedict Arnold am 10. Mai 1775, das Fort im Handstreich überraschend zu besetzen, während die nur zwei Offiziere und 64 Mann umfassende Garnison schlief. Die Amerikaner erbeuteten große Vorräte an Pulver und Munition, die sie für die Belagerung von Boston verwendeten.

## Schlacht von Ticonderoga (1777)
1776 gingen die Briten von Kanada aus zum Gegenangriff über. Zwar gelang es der Kontinentalarmee, einen ersten Vorstoß unter General Guy Carleton bis zum Anbruch des Winters zu verzögern, doch nahmen die Briten im kommenden Jahr – diesmal unter General John Burgoyne – den Angriff wieder auf. Da es den Briten gelang, auf dem das Fort überragenden Mount Defiance Artillerie zu platzieren, befahl der amerikanische Kommandant Arthur St. Clair am 5. Juli 1777 die Aufgabe von Fort Ticonderoga. Die Briten marschierten am nächsten Tag ein. Die Amerikaner zogen sich zunächst nach Fort Independence (Vermont) und von dort in das Tal des Hudson zurück. Nach Burgoynes Niederlage in der Schlacht von Saratoga wurde das Fort unwichtig und von den Briten 1780 aufgegeben.
Aufgrund seiner Bedeutung für die frühe Geschichte Amerikas wurden vier amerikanische Kriegsschiffe sowie eine Kreuzerklasse nach Ticonderoga benannt. Der Name des Forts lebt ebenfalls im Namen der gleichnamigen Ortschaft in der Nähe des Forts weiter. Das Fort selbst befindet sich in Privatbesitz, wurde 1909 restauriert und ist heute eine Touristenattraktion.

## Sonstiges
Die Firma Dixon in Heathrow, Florida, USA, produziert seit 1913 getreu dem Motto „ein feiner amerikanischer Name für einen feinen amerikanischen Bleistift“ den Bleistift Dixon Ticonderoga.

## Galerie

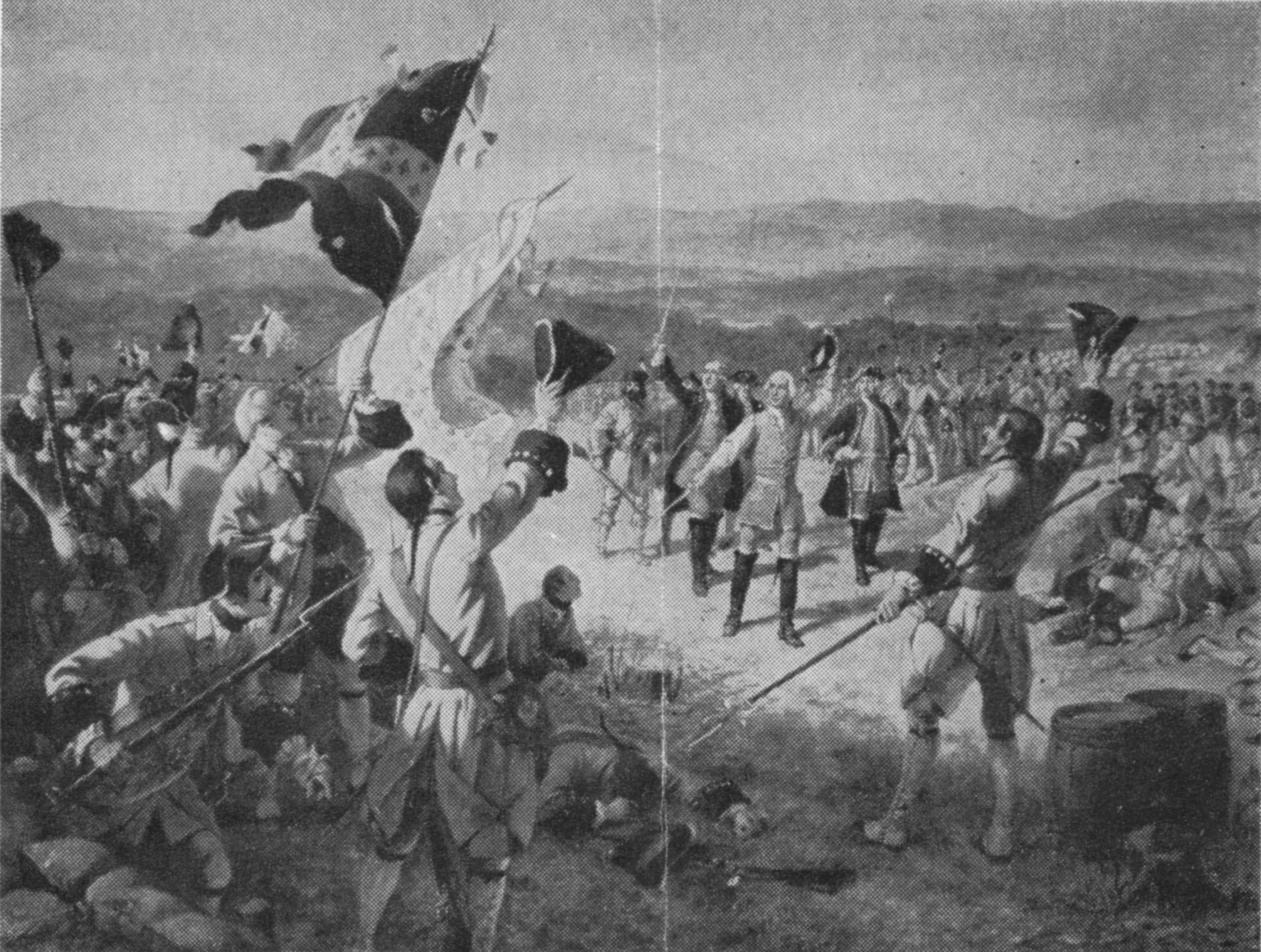
Montcalm grüßt seine Truppen 1758
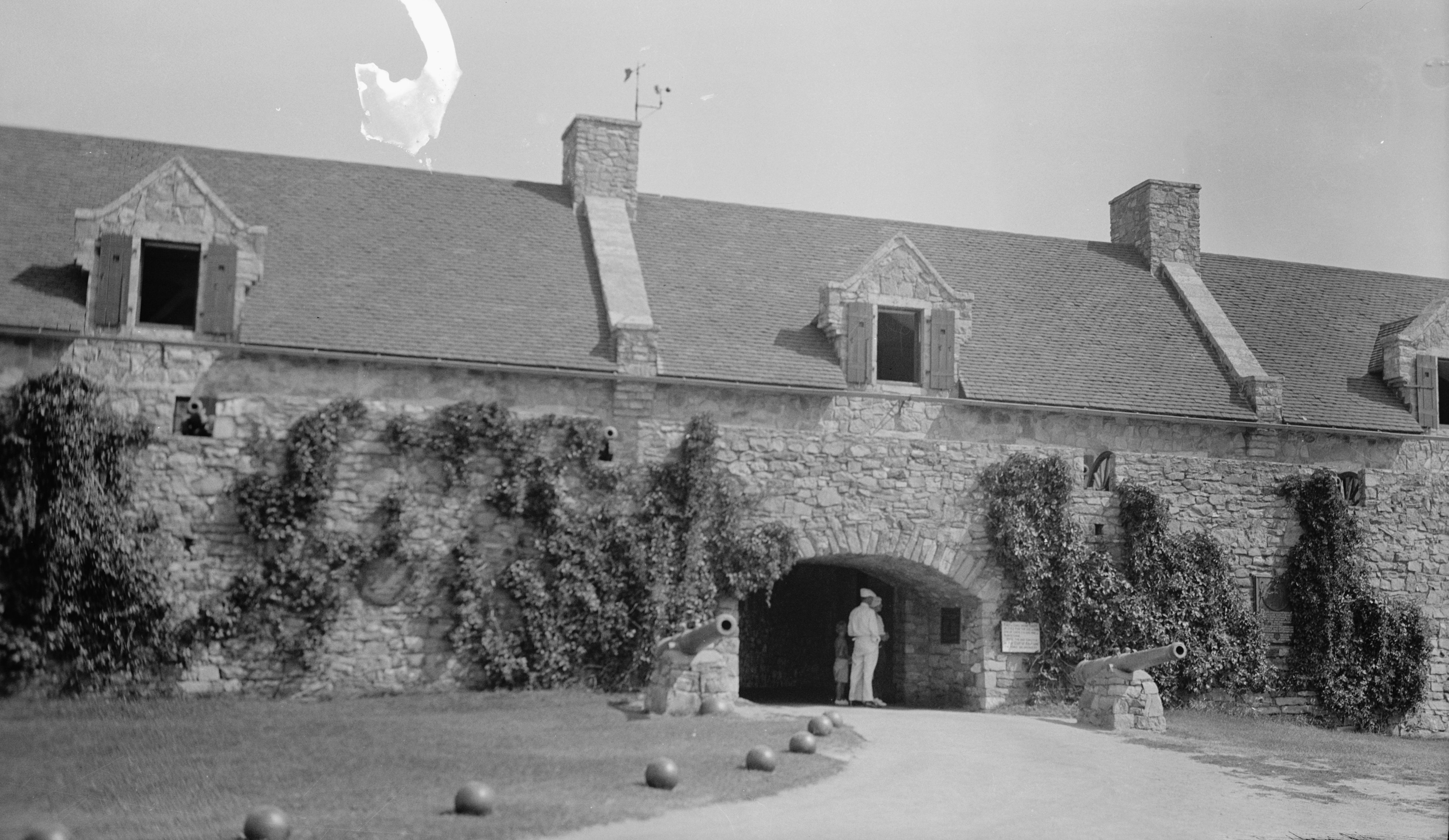
Fort Ticonderoga. Außenansicht ca. 1933
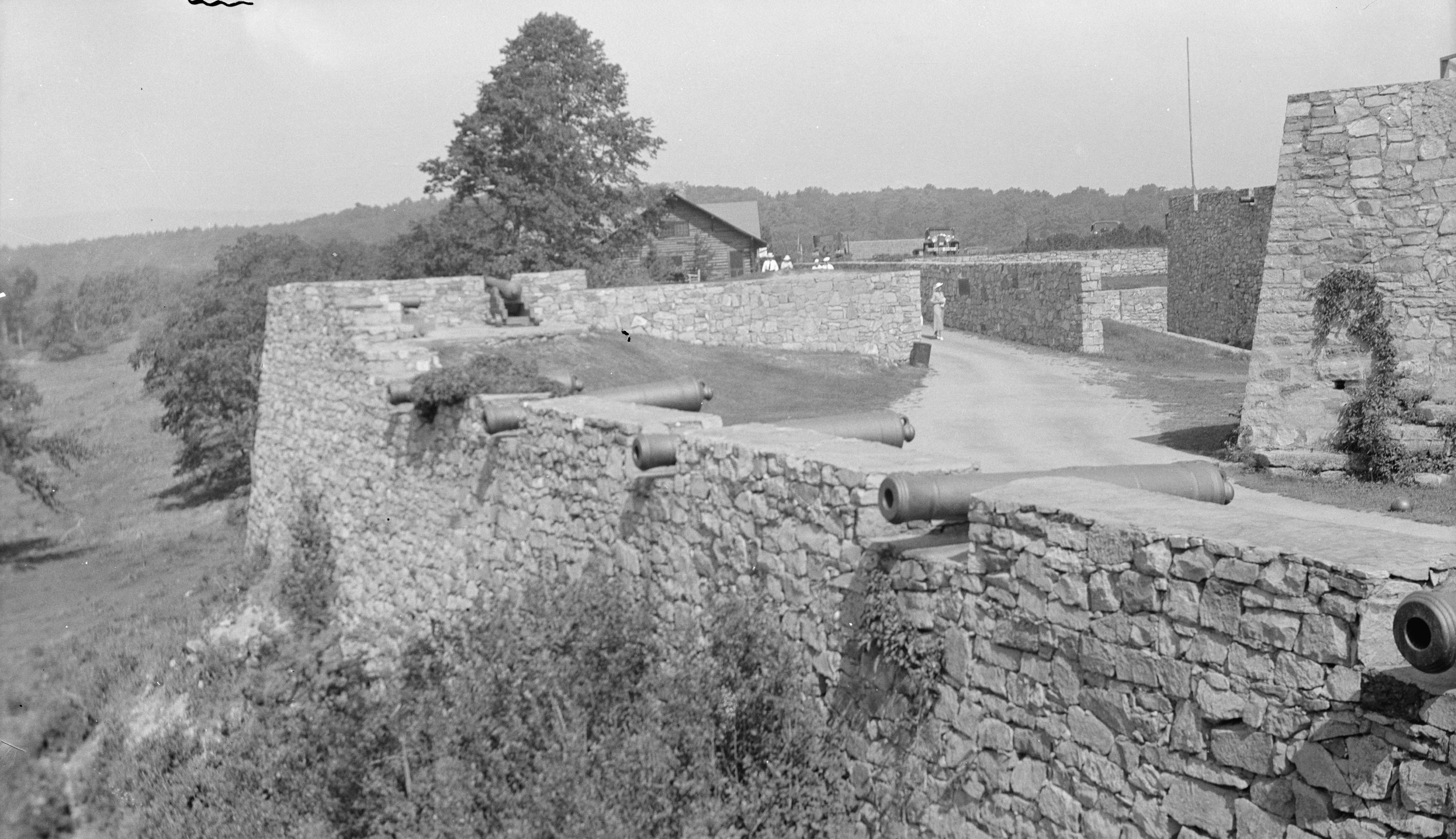
Fort Ticonderoga. Kanonen auf einer Bastion ca. 1933
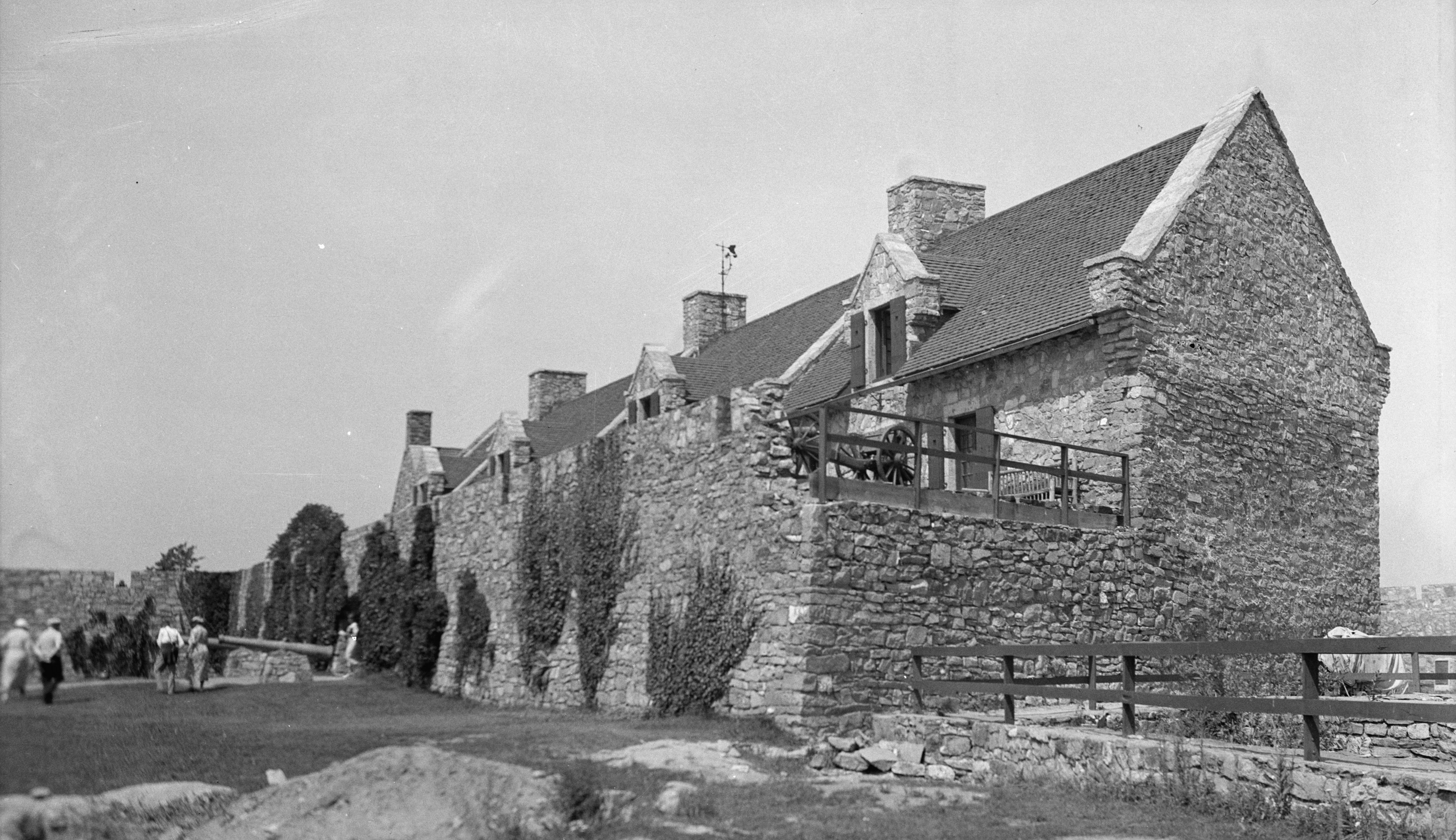
Fort Ticonderoga. Waffenlager ca. 1933
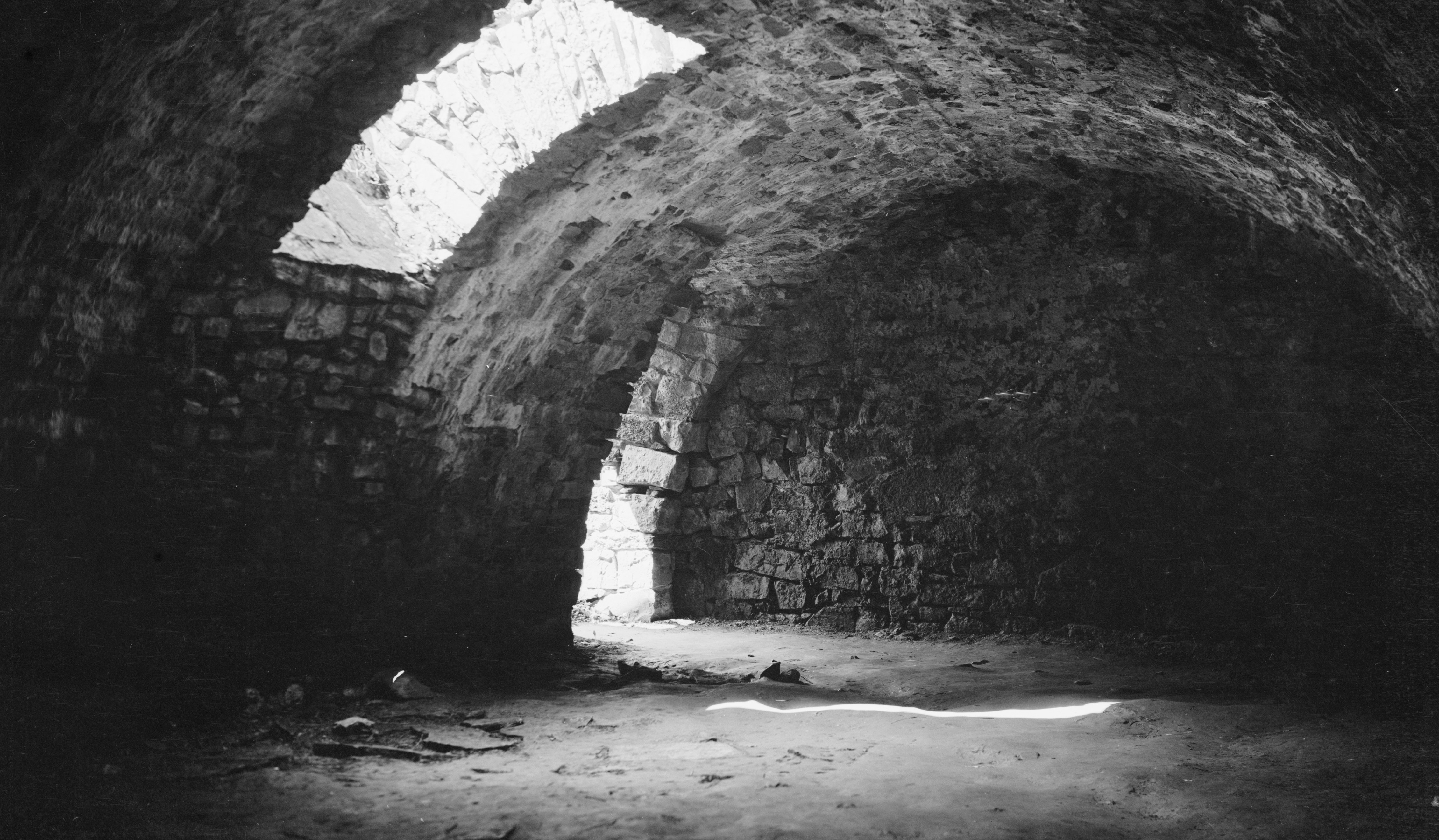
Fort Ticonderoga. Gewölbe in der Bäckerei ca. 1933
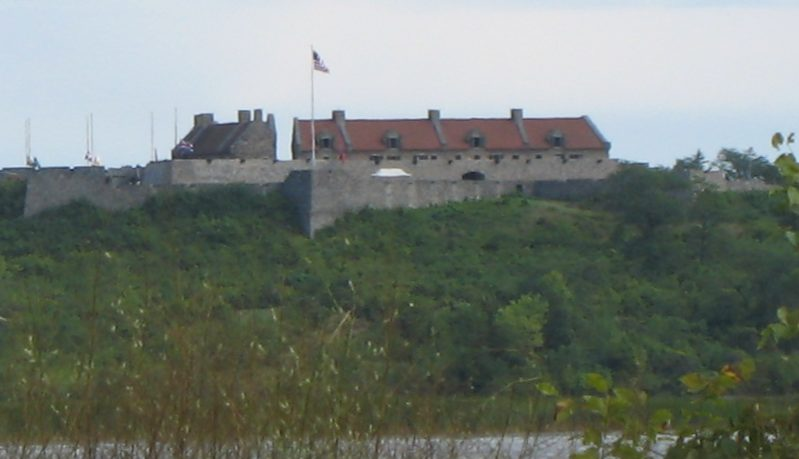
Fort Ticonderoga 2006
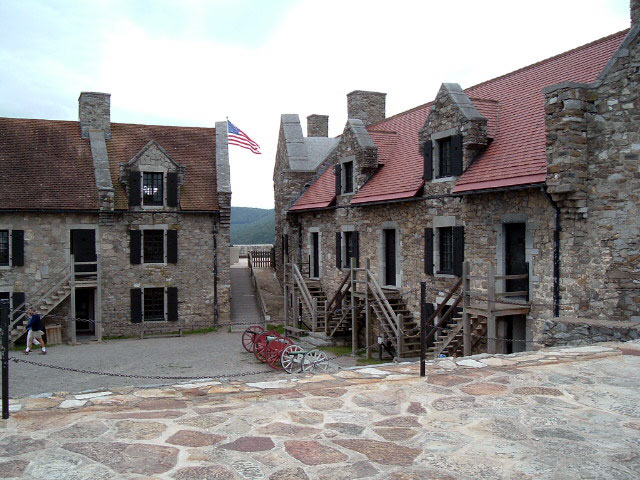
Innenansicht 2006